# Brønderslev-sagen
Brønderslev-sagen (lokalt; Serritslev-sagen) er en sag om misrøgt i en familie fra Serritslev ved Brønderslev. Hårdest gik det ifølge sagens fremstilling ud over den ældste datter, der flygtede og angav familien.. Begge forældre nægtede sig under byretssagen skyldige, men blev den 6. juni 2011 dømt skyldige i vanrøgt og grov vold og for farens vedkommende tillige voldtægt og en række andre seksuelle krænkelser.
Den 21. juni 2011 tog byretten stilling til strafudmålingen i sagen. Byretten fastsatte straffen til forvaring for faren og 4 års fængsel for moren. Begge forældre har anket dommen til landsretten..
I ankesagen stadfæstede Vestre Landsret 13. december 2011 byrettens dom i skyldsspørgsmålet; 15. december ændrede landsretten faderens dom fra forvaring til 11 års fængsel, mens moderen fik stadfæstet sin dom på fire års fængsel..
Den 10. juli 2016 kom det frem, at Brønderslev Kommune betaler et bureau 10.000 kr. om året for at lave søgemaskineoptimering af deres website, med det formål at placere Brønderslev-sagen lavere i søgeresultater hos bl.a. Google.